# Tours-sur-Meymont
Tours-sur-Meymont är en kommun i departementet Puy-de-Dôme i regionen Auvergne-Rhône-Alpes i centrala Frankrike. Kommunen ligger i kantonen Saint-Dier-d'Auvergne som tillhör arrondissementet Clermont-Ferrand. År 2022 hade Tours-sur-Meymont 538 invånare.

## Befolkningsutveckling
Antalet invånare i kommunen Tours-sur-Meymont
| Referens: INSEE |